# دوراسل

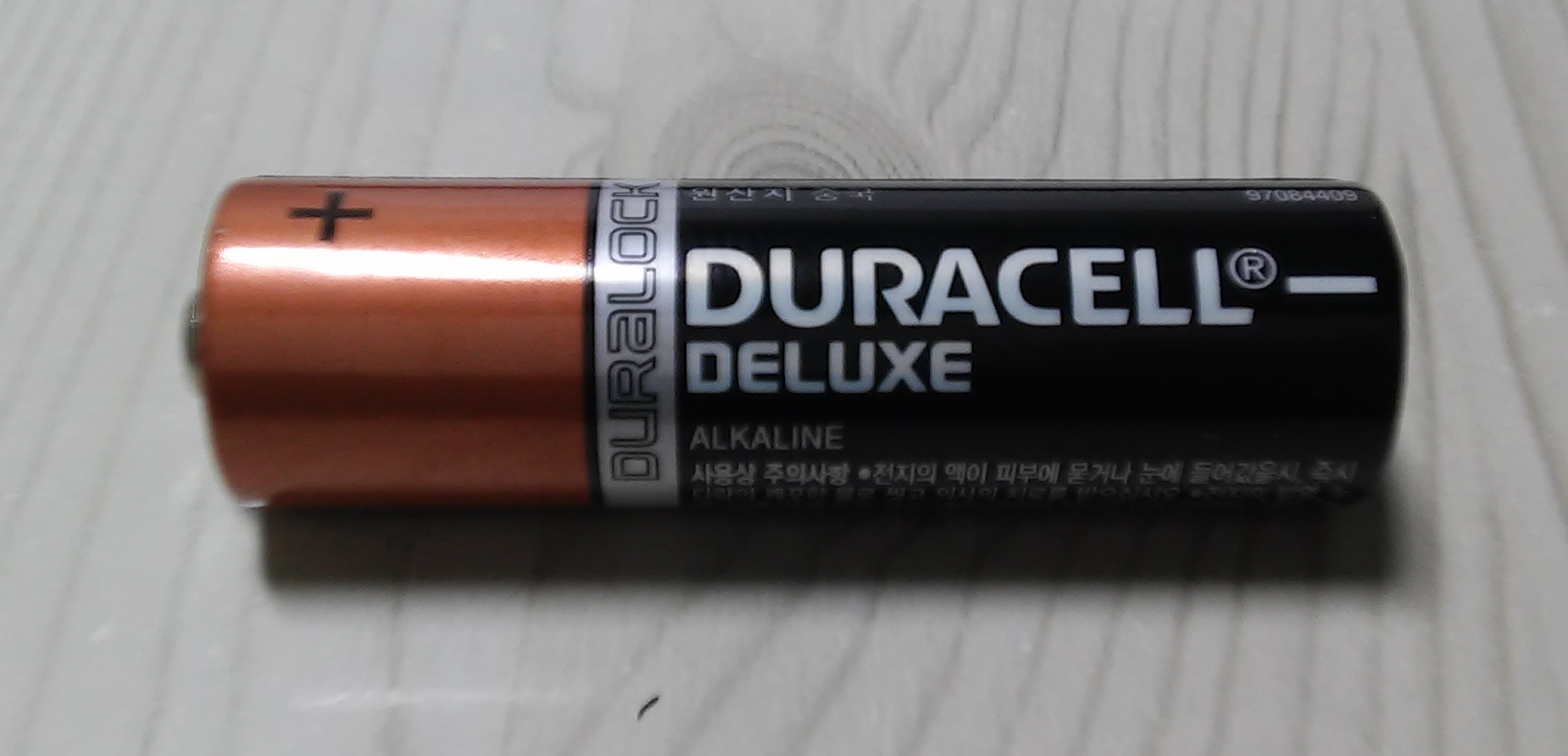
باتری نیم قلمی

دوراسل، (به انگلیسی: Duracell) برند آمریکایی و خط تولید انواع مختلف باتری است، که متعلق به شرکت پروکتر اند گمبل می‌باشد و در ساختار سازمانی این شرکت، به‌عنوان زیرمجموعه‌ای از شرکت ژیلت به‌شمار می‌آید.
ریشه‌های برند دوراسل به سال ۱۹۳۴ بازمی‌گردد، که ساموئل روبن و فیلیپ راجر مالوری اقدام به راه‌اندازی شرکت مالوری باتری کمپانی در برلینگتون، ماساچوست نمودند، که در زمینه تولید باتری جیوه‌ای و باتری روی–کربن فعالیت می‌کرد.
در اواخر دهه ۱۹۵۰ شرکت ایستمن کداک، نسل جدیدی از دوربین‌های عکاسی مجهز به فلاش را عرضه کرد، که نیاز به سایز خاصی از باتری بود و در این راستا، نخستین بار باتری ای‌ای‌ای توسط این شرکت، توسعه یافت.
در سال ۱۹۶۴ شرکت مالوری، برند دوراسل را برای خط تولید این باتری‌ها، راه‌اندازی کرد. نام دوراسل، یک تک‌واژ چندوجهی است، که خلاصه شده (به انگلیسی: durable cell battery) می‌باشد.
این شرکت در سال ۱۹۷۸ توسط دارت اینداستریز خریداری شد. در ۱۹۸۰ با کرفت فودز ادغام گردید. در ۱۹۸۸ کوهلبرگ کراویس رابرتس، دوراسل را تصاحب کرد. دوراسل در ۱۹۸۹ بعنوان یک شرکت عمومی ثبت گردید و در ۱۹۸۹ کلیه سهام آن توسط شرکت ژیلت خریداری شد و در سال ۲۰۰۵ در پی خریداری ژیلت توسط پروکتر اند گمبل، مالکیت دوراسل نیز به این شرکت آمریکایی واگذار شد. در ایران ، به شرکت ایران باتری عنوان نماینده انحصاری پروکتر اند گمبل ، توزیع انواع محصولات دوراسل را بر عهده دارد.